# Commodore PET
Commodore PET ('Personal Eelectronic Tansactor) bilo je 8-bitno računalo koje je razvila američka tvrtka Commodore u kasnim 70-tim godinama 20. stoljeća, i bilo je prvo funkcionalno računalo tvrtke Commodore. Ovo računalo je bilo popularno u školama sljedećih zemalja: Ujedinjeno Kraljevstvo, SAD, Kanada. Dizajner ovog računala bio je Chuck Peddle inače tvorac mikroporcesora MOS 6502, i prva inačica izašla je na tržište 1977., pod nazivom PET 2001.

## Tehničke značajke

### Serija PET 2001  / 2001-N & -B serija,  serija CBM 3000
CPU: 6502, 1 MHz
RAM: 4 or 8 kB / 8, 16, or 32 kB
ROM: 18 kB, including BASIC 1.0 / 20 kB, uključujućiBASIC 2.0 (diskete nisu bile podržane na prvim jedinicama iz serije 2001)
Video: diskretni TTL video krug, 9" monockromni zaslon (plavi fosfor na prvoj seriji 2001, zeleni na 2001-N PETs), 40×25 prikazanih znakovac
Zvuk: bez/ jednostruki piezo  (optional external speaker driven by MOS 6522 CB2 pin)
Izlazi: 2 MOS 6520 PIA, MOS 6522 VIA, 2x Datassette (1 used / 1 on the back), 1x IEEE-488
Opaske: 69 tipke chiclet keyboard ugrađeni Datasette / cijela tipkovnica s tipkama s punim putovanjem/ bez ugrađenog Datassette